# Сестрі-Леванте
Сестрі-Леванте (італ. Sestri Levante, ліг. Sestri Levante) — муніципалітет в Італії, у регіоні Лігурія,  метрополійне місто Генуя.
Сестрі-Леванте розташоване на відстані близько 370 км на північний захід від Рима, 40 км на південний схід від Генуї.
Населення — 18 626 осіб (2014).
Щорічний фестиваль відбувається 6 грудня та 24 червня. Покровитель — Святий Миколай.

## Демографія
Населення за роками:

Станом на 1 січня 2023 року в муніципалітеті офіційно проживало 1450 іноземців з 70 країн, серед них 471 громадянин країн Євросоюзу та 59 громадян України.

## Уродженці
- Фоско Бекаттіні (*1925 — †2016) — італійський футболіст, захисник, згодом — футбольний тренер.

## Сусідні муніципалітети
- Казарца-Лігуре
- Лаванья
- Монелья
- Не